# 21 ore a Monaco
21 ore a Monaco è una fiction televisiva statunitense del 1976, diretta da William A. Graham con protagonista William Holden. È basata sul libro The Blood of Israel (Il sangue di Israele) di Serge Groussard e tratta dei fatti relativi al Massacro di Monaco di Baviera durante le Olimpiadi estive del 1972.  È andata in onda per la prima volta sulla ABC il 7 novembre 1976.

## Riconoscimenti
Il film è stato candidato a due premi Emmy. 